# Toulouse Football Club
Pour les articles homonymes, voir Toulouse.
Ne doit pas être confondu avec le premier Toulouse Football Club, actif de 1937 à 1967.
Maillots
Actualités
Dernière mise à jour : 19 août 2025.
Le Toulouse Football Club, abrégé en Toulouse FC ou TFC (prononcé téfécé), est un club de football français fondé en 1970 et situé à Toulouse. L'équipe première évolue en Ligue 1.
Le club est présidé par Olivier Cloarec depuis le 8 juillet 2025 et est entraîné par Carles Martínez Novell depuis le 14 juin 2023.
Contrairement à ce que prétend le club, le Toulouse FC n'a pas été fondé en 1937. Il y a un amalgame fait avec le premier Toulouse FC, qui a disparu en 1967. Les deux clubs n'ont pas de rapport, le Toulouse FC actuel ayant de surcroît été fondé en 1970 sous le nom d'Union sportive de Toulouse.
Ce dernier reçoit à sa création le soutien de la mairie, qui lui propose de jouer au Stadium municipal, et de la Fédération française de football, qui l'intègre parmi les clubs choisis pour accéder directement à la nouvelle Division 2 ouverte aux clubs amateurs pour la saison 1970-1971 lors de la réforme des championnats de 1970.
En 1979, l'US Toulouse prend le nom de Toulouse FC et adopte le statut professionnel. Il intègre la Division 1 en 1982 et termine dans la foulée à trois reprises dans les cinq premières places du championnat. Le Toulouse FC découvre la Coupe d'Europe en 1986, où il élimine le SSC Naples de Diego Maradona.
Les années 1990 sont plus difficiles, avec trois relégations sportives en Division 2 en 1994, 1999 et 2001, année où le club dépose le bilan. Reparti en troisième division en 2001-2002, le club retrouve l'élite dès 2003 après deux montées consécutives. Il termine à la 3e place en 2007, qualificative pour le tour préliminaire de la Ligue des champions. Après plusieurs saisons où le club joue le ventre mou de la Ligue 1, il sauve sa place in extremis à de nombreuses reprises entre 2014 et 2020, année où le club descend finalement en Ligue 2.
Le club est racheté par le fonds d'investissement américain RedBird Capital Partners peu après sa descente. Deux ans plus tard, il retrouve la Ligue 1. À la fin de sa saison de promotion, le club remporte sa première Coupe de France, et se qualifie pour la phase de groupes de la Ligue Europa, lors de laquelle le club se distinguera notamment par une victoire contre Liverpool et une qualification en phase finale.

## Histoire
Après la fusion en 1967 du premier Toulouse Football Club, fondé en 1937, avec le club parisien du Red Star, Toulouse reste orpheline d'un club de haut niveau pendant trois saisons.

### De l'UST (1970) au TFC «moderne» (1979)
En 1970, l'Union sportive de Toulouse est fondée. Les couleurs adoptées sont le rouge et le jaune (pour « les sang et or ») et le club reçoit de la Fédération française de football le numéro d'affiliation 24 391,. La mairie met alors à la disposition du nouveau club l'enceinte du Stadium. Pour s'assurer une base solide, l'UST absorbe les Cadets de Gascogne et l'AS Mermoz-Bonnefoy. Richard Boucher, ancien pro de l'ancien Toulouse Football Club, employé de Buzzichelli Toulouse Levage, est intronisé directeur sportif. Just Fontaine rejoint le club en tant que découvreur de talents tandis que l'Argentin José Farías est lui recruté au poste d'entraîneur-joueur. La Fédération invite l'UST à participer à la saison 1970-1971 du championnat National (D2).
Le club s'établit durablement en Division 2 et y mène une existence de haut de tableau, en terminant par exemple 3e du groupe B en 1974.
À l'été 1975, le président Lilian Buzzichelli vise la montée en Division 1. Il écarte le fidèle Richard Boucher, entraineur de l'équipe depuis 1973, et nomme Jacques Sucré pour lui succéder. Il fait aussi venir à l'UST un duo d'attaquants argentins, avec Angel Marcos en provenance du FC Nantes, qui doit alimenter en bons ballons le goleador Joaquim Martinez, recruté de Nancy. C'est néanmoins un échec, l'UST terminant 6e de son groupe. Malgré le retour de Richard Boucher aux affaires, ce sera le même résultat la saison suivante, sonnant le glas de sa présidence.
En 1977, le président fondateur, las de ne pas trouver d'écoute à la mairie de Toulouse, quitte le club, bientôt suivi par ses amis, autres bailleurs de fonds du club. Il laisse ce dernier sans aucun déficit mais avec les caisses vides. Dix joueurs majeurs quittent alors le club. Un seul joueur du cru conservé a plus de 22 ans, le défenseur remplaçant Christian Biard.
Le nouveau président Y. de Lagarcie se débat comme il peut, et engage le rugueux défenseur Hughes Buffat (passé par la D1 avec Monaco), l'attaquant Bernard Garcia (ex Red Star) arrivent de l'AS Béziers, et l'attaquant algérien de 25 ans Bennani. Deux jeunes attaquants d'Avignon, le buteur de 21 ans Frédéric Kassoyan et l'ailier gauche de 22 ans Jean-Claude Louis signent aussi au club, tout comme l'amateur congolais Joseph Loukaka (24 ans, attaquant polyvalent de Chartres), ainsi qu'une pléiade de jeunes régionaux, tel les frères Francis (gardien de but) et Denis (défenseur ou milieu) Fernandez, arrivants d´Albi.
Pour raisons économiques, Marcos est entraineur (débutant)-joueur, les déplacements se font en train et seulement 12 joueurs sont emmenés à Laval en coupe de France. Au soir de la 9e journée, l'US Toulouse est distancé au classement, et se dirige vers la Division 3 la saison prochaine. La suite est chaotique, et même s'il y a une légère amélioration, l'UST, 16e du groupe A, est relégué. Le malheur des uns faisant le bonheur des autres, le Red Star, 3e du groupe B, plie bagage et l'UST est repêché aux dépens de Poissy.

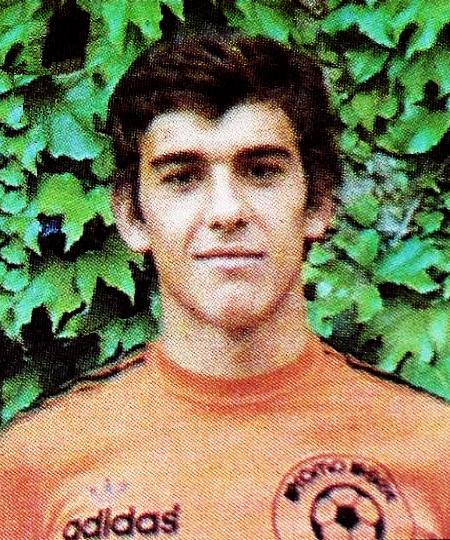
Gilles Brisson en 1978, à l'UST.

La municipalité s'implique alors financièrement sous l'impulsion de Robert Gely, missionné par le maire Pierre Baudis attaqué politiquement. Jean-Jacques Astoux, un ancien de l'équipe de Lilian Buzzichelli, accède à la présidence. Sa première décision est de limoger Marcos qu'il remplace par Just Fontaine, de retour du PSG et à qui il donne tous les pouvoirs sportifs. Avec l'ancien de « l'autre » TFC Brunet, qui est nommé entraineur adjoint, mais sans argent, le recrutement se limite au gardien de but du FC Martigues Alain Palma, au solide défenseur d'Angoulême Francis Baly, au duo de milieux de terrain de Poissy Ahmed Rached (23 ans) et Yvon Robinson (24 ans, ancien du PSG), et à l'attaquant serbe de Dunkerque Zoran Vekic (25 ans) auteur de 14 buts la saison précédente en D2.
De l'équipe précédente, le nouvel entraineur conserve le latéral gauche Hervé Desrousseaux, le stoppeur Hughes Buffat, l'ailier droit et désormais capitaine Bernard Garcia et le fantasque attaquant gauche Jean-Claude Louis. Avec les jeunes tels Gilles Brisson emmené du PSG et François Blaquart prêté par Bordeaux, et ceux du cru comme les frères Fernandez, l'ailier droit Jean Diaz (pisté par le FC Nantes), Francis Andrade, Daniel Lacroix, Serge Stéfani ou Marc Panuzetti, l'équipe oscille entre la 4e et la 16e place.
D'autres investisseurs sont contactés par la mairie, comme le groupe Malardeau realisation, un constructeur immobilier ayant pignon sur rue à Toulouse. Sur le terrain, renforcée en cours de saison avec le défenseur central Gérard Madronnet (ex Reims), l'équipe finit en trombe, inscrivant 12 buts lors des trois derniers matchs à domicile pour finalement terminer 10e.
Durant les étés 1979 et 1980 sont organisés deux tournois internationaux au Stadium, voyant la victoire du Bayern de Munich, puis de l'AS Saint-Étienne.

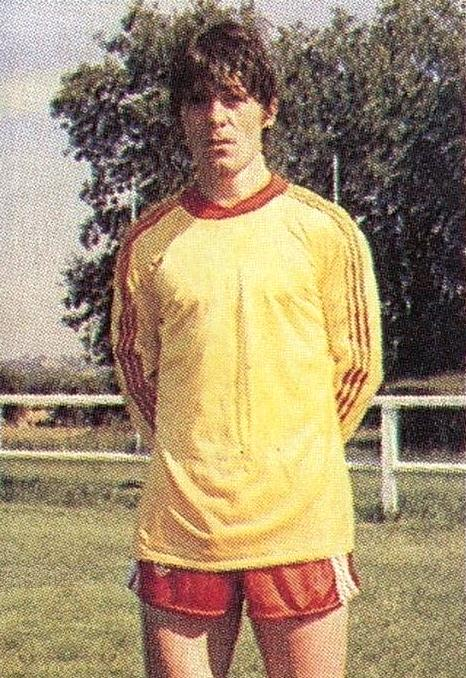
Robert Pintenat en 1979 à l'US Toulouse (le futur TFC, premier capitaine et meneur de jeu).

C'est lors de l'été 1979 que l'UST adopte le nom de TFC, rapidement surnommé "Téfécé". Soutenu par la mairie, les finances du club sont bien meilleures, permettant au TFC d'adopter le statut professionnel. Le club recrute l'entraîneur bastiais Pierre Cahuzac (joueur de "l'ancien" TFC de 1952 à 1961) et de nouveaux joueurs confirmés de D1 (l'espoir du FC Tours Michel Le Blayo en étant l'exception) : Marc Weller de Bastia au poste de gardien de but, le libéro Daniel Sanlaville (ex Nîmes), les milieux de Bordeaux Raymond Camus et André Tota, le meneur de jeu du FC Rouen André Guttierez (ancien de Sochaux), l'ailier de Sochaux Léon Maier et le buteur nancéien et ancien international Robert Pintenat, nommé capitaine. De l'ancien UST, le gardien de but Alain Palma, le latéral droit Francis Baly, le jeune issu du PSG Gilles Brisson, les milieux Jean-Pierre Laverny, Jean Diaz et Daniel Lacroix et le jeune Jean-Luc Vinuesa au poste d'attaquant seront régulièrement utilisés. Le Téfécé de Pierre Cahuzac aligne ainsi treize joueurs professionnels et cinq promotionnels au départ de la saison 1979-80. Avec son adjoint et entraîneur de l'équipe réserve Guy Roussel (gardien de but de "l'ancien" TFC de 1955 à 1964, recordman de matchs pour ce club), ils mettent en place un centre de formation digne de ce nom. Le démarrage est difficile. Bernard Garrigues, soutenu par la municipalité, accède à la présidence en octobre. Le Téfécé remonte la pente et termine 6e de son groupe.
Pour la saison suivante, Pierre Cahuzac change sa défense. Exit Palma, les frères Fernandez, Francis Baly, Madronnet et Sanlaville (ainsi que les décevants Guttierez et Tota). Marc Weller, ballotté la saison précédente, est confirmé titulaire dans les buts. Raymond Camus endosse le numéro 2, Joël Ahache, défenseur reconnu en D2, est recruté de Béziers. "La" recrue de l'été est le libéro -ou latéral- international Belge Gilbert Van Binst, d'Anderlecht. L'effectif est complété avec le meneur de jeu du FC Gueugnon (champion de D2 en 1979) Gérard Albert, l'attaquant d'Ajaccio Guy Mauffroy, le gaucher polonais de Valenciennes Attila Ladinszky (mais qui ne s'imposera pas, éclipsé par Vinuesa et Mauffroy) et par des jeunes, tel le gardien Jean-Michel Raymond et l'arrière polyvalent Denis Elie, venus de l'INF. Deuxième de son groupe, le TFC échoue en barrages face au Tours FC en 1981 (0-1, 2-2) malgré les 34 buts de Pintenat tout au long de la saison.
Sous l'impulsion d'un nouveau président, l'ambitieux Daniel Visentin, le Téfécé va intégrer la Division 1 l'année suivante. Le nouveau président recrute l'ancien international néerlandais Robert Rensenbrink, sorti de sa retrait, mais ce sera un échec et il quittera le sud-ouest après 12 matchs. Poussé par son adjoint Guy Roussel, Pierre Cahuzac s'intéresse aux jeunes. Il souhaite engager Bernard Casoni mais l'AS Cannes refuse ; il embauche alors l'autre défenseur central cannois, Claude Deplanche, ainsi qu'un joueur du Toulouse-Fontaines voisin, à l'époque inconnu, Jean-Philippe Durand. Il lance des jeunes (Jean-Luc Sassus, Patrice Ségura, Claude Lowitz, l'explosif gardien venu de Thionville Stéphane d'Angelo...) et réussit sa mission grâce, entre autres, aux passes du meneur Gérard Albert, au solide et expérimenté défenseur hongrois du FC Bruges alors âgé de 33 ans Laszlo Balint, et au capitaine buteur Robert Pintenat associé en attaque au marocain Abdelkrim Krimau, prêté par le LOSC.

### Premiers pas en D1 (1982)
Daniel Visentin vise haut, le nouveau sponsor met plus d'argent et le club emprunte beaucoup, s'endettant dangereusement. Le recrutement est mené par le président, n'écoutant que peu son entraîneur. Deux internationaux du dernier mondial espagnol, Christian Lopez, le libéro de l'ASSE et Gérard Soler, l'attaquant des Girondins de Bordeaux (qui sera le premier à signer au Téfécé), signent au Téfécé avec un très bon salaire. Ils sont accompagnés du défenseur latéral Jean-Jacques Marx du RC Strasbourg échangé avec Guy Mauffroy, du virevoltant attaquant nîmois Jean-Marc Ferratge, du meneur de jeu de la Hongrie Károly Csapó et du milieu de terrain récupérateur formé au FC Nantes Georges Van Straelen (arrivant de Brest). Ces trois derniers furent voulus par Cahuzac, qui voulait surtout un stoppeur. Le départ est excellent (1er lors des 2e et 3e journées) mais l'équipe chute ensuite jusqu'à la 18e place au soir de la 23e journée. Christian Lopez doublonne avec Balint, Marx et Deplanche accumulent les erreurs, Károly Csapó a du mal à s'acclimater, et comme la plupart de ses coéquipiers qui ont passé ces trois dernières saisons en D2, Pintenat n'est que l'ombre de ce qu'il a été. Seuls le gardien Stéphane d'Angelo et Gérard Soler, qui pourtant ne marque pas et « s'embrouille » avec l'entraîneur, contestant le capitanat donné à Christian Lopez, surnagent dans ce naufrage collectif. Daniel Visentin hésite à congédier son entraîneur qui change ses hommes. Pierre Cahuzac remet Raymond Camus et Michel Le Blayo en défense, titularise Jean-Pierre Laverny en no 6, donne les clefs du milieu de terrain à Jean-Philippe Durand et Gilles Brisson (ou Jean-Luc Vinuesa), positionne Patrice Ségura au centre de l'attaque, et voit le Téfécé remonter et se maintenir honorablement en se classant 11e.
Après quatre saisons pleines, Pierre Cahuzac n'est pas reconduit par l'omniprésent président Visentin, mais reste à la disposition du club. Le Suisse Daniel Jeandupeux arrive, libre depuis la fin de son contrat au FC Zürich. L'ambiance s'améliore, les joueurs eux-mêmes élisent leur capitaine qui sera soit Christian Lopez, soit Gérard Soler au gré des absences et blessures. Le président libère une dizaine de joueurs, parmi lesquels le Hongrois Csapó et les artisans de la montée un an plus tôt (Weller, Le Blayo, Balint, Vinuesa, Maier, Pintenat (qui quitte le club en tant que meilleur buteur en première division de son histoire avec quatre-vingt-trois buts marqués,)...) et impose le recrutement du gardien international Philippe Bergeroo (ex LOSC) pour concurrencer Stéphane d'Angelo, lequel, vexé de ce manque de confiance, sera plus ou moins écarté du groupe jusqu'à son départ en 1985. Arrivent aussi, cet été 1983, le latéral gauche lyonnais Jean-Francois Domergue, ancien de Bordeaux, repositionné défenseur central, le meneur de jeu Suisse du Servette de Genève Lucien Favre, l'ailier du FC Tours Guy Lacombe et le jeune avant-centre prometteur de St-Étienne, Laurent Roussey. Avec ces internationaux en devenir, le TFC réalise une bonne saison, conclue à la 5e place, prometteuse d'un avenir européen à court terme.
Quant à Pierre Cahuzac, il annonce sa retraite, mais en sera sorti en septembre 1984 par l'OM pour remplacer Roland Gransart.

### Premières qualifications européennes
Au cours des deux saisons suivantes, le Toulouse FC recrute plusieurs joueurs confirmés au plus haut niveau (dont le champion du monde argentin 1978 Alberto Tarantini, l'international de l'AS Monaco Didier Christophe, l'avant-centre du stade rennais Yannick Stopyra, puis le meilleur joueur d'Argentine 1984-1985 Alberto Márcico ou encore le grand espoir de Montpellier Gérald Passi) pour asseoir sa place en Division 1 puis viser une place en Coupe d'Europe. Toujours sous l'impulsion de Daniel Jeandupeux puis celle de Jacques Santini, les résultats suivent et progressent : 11e en 1984-1985, et 4e en 1985-1986, place qualificative pour la Coupe UEFA. Dans cette compétition, le Toulouse Football Club élimine au premier tour le Naples de Diego Maradona (0-1, 1-0, t.a.b.), el Pibe de Oro manquant lui-même le tir au but décisif. L'aventure européenne s'achève au tour suivant face au Spartak Moscou (3-1, 1-5), malgré un très bon Gérald Passi.
En 1986-1987, Toulouse réalise sa meilleure saison jusqu'alors, terminant 3e en Championnat et se qualifiant pour la Coupe UEFA. L'année suivante, le club midi-pyrénéen étoffe une fois de plus son effectif en recrutant Dominique Rocheteau alors en fin de carrière. Malgré une 13e place en Division 1, Toulouse élimine les Grecs du Panionios au premier tour (5-1, 1-0) avant de s'incliner lors des seizièmes de finale (1-1, 0-1) face aux Allemands du Bayer Leverkusen, futurs vainqueurs de l'épreuve. C'est sous le maillot toulousain que Dominique Rocheteau effectuera son dernier match professionnel, le 31 mai 1989 contre la Matra Racing de Maxime Bossis, qui faisait également ses adieux ce jour-là au monde professionnel.

### Années 1990
La fin des années 1980 voit le Toulouse Football Club connaître des difficultés financières. Les grands noms, hormis Márcico, quittent le club ainsi que Jacques Santini qui est remplacé par Pierre Mosca. D'abord relégué à la suite de la 19e place en 1990-1991, le TFC est repêché grâce à la rétrogradation financière des Girondins de Bordeaux. Victor Zvunka devient alors le nouvel entraîneur du club haut-garonnais. Le club doit alors recruter intelligemment et s'appuyer sur ses Pitchouns. Il réussit en partie avec le développement d'une filière de recrutement tchèque (Viliam Hyravy puis Vaclav Nemecek la saison suivante) et en s'appuyant sur son centre de formation (Fabien Barthez, Jean-François Hernandez, Michel Pavon, Anthony Bancarel).
En 1992, Alberto Márcico quitte le club. Après une saison ponctuée par seulement trois victoires, le Toulouse FC descend en Division 2 en 1994.
C'est avec Alain Giresse que le club se reconstruit. D'abord directeur sportif avec Rolland Courbis comme entraineur, puis lui-même à la tête de l'équipe à la suite de la démission de ce dernier en novembre 1995. Le Téfécé retrouve la D1 en 1997-1998, parvenant alors à un difficile maintien. Alain Giresse ayant succombé aux sirènes parisiennes, Guy Lacombe lui succède. Le club termine cependant dernier à la conclusion de la saison 1998-1999, malgré un record d'affluence le 13 février 1999 contre l'Olympique de Marseille avec 36 680 spectateurs.
Le club remonte immédiatement et lors de la saison 2000-2001, il met de gros moyens pour espérer se maintenir et franchir un palier. Malgré la révélation Víctor Bonilla, le club termine 17e, redescend en D2 et se retrouve avec un déficit de 70 millions de francs, impliquant une relégation en National par la direction nationale du contrôle de gestion.

### L'ère Sadran (2001-2020)

#### 2001-2014: La renaissance

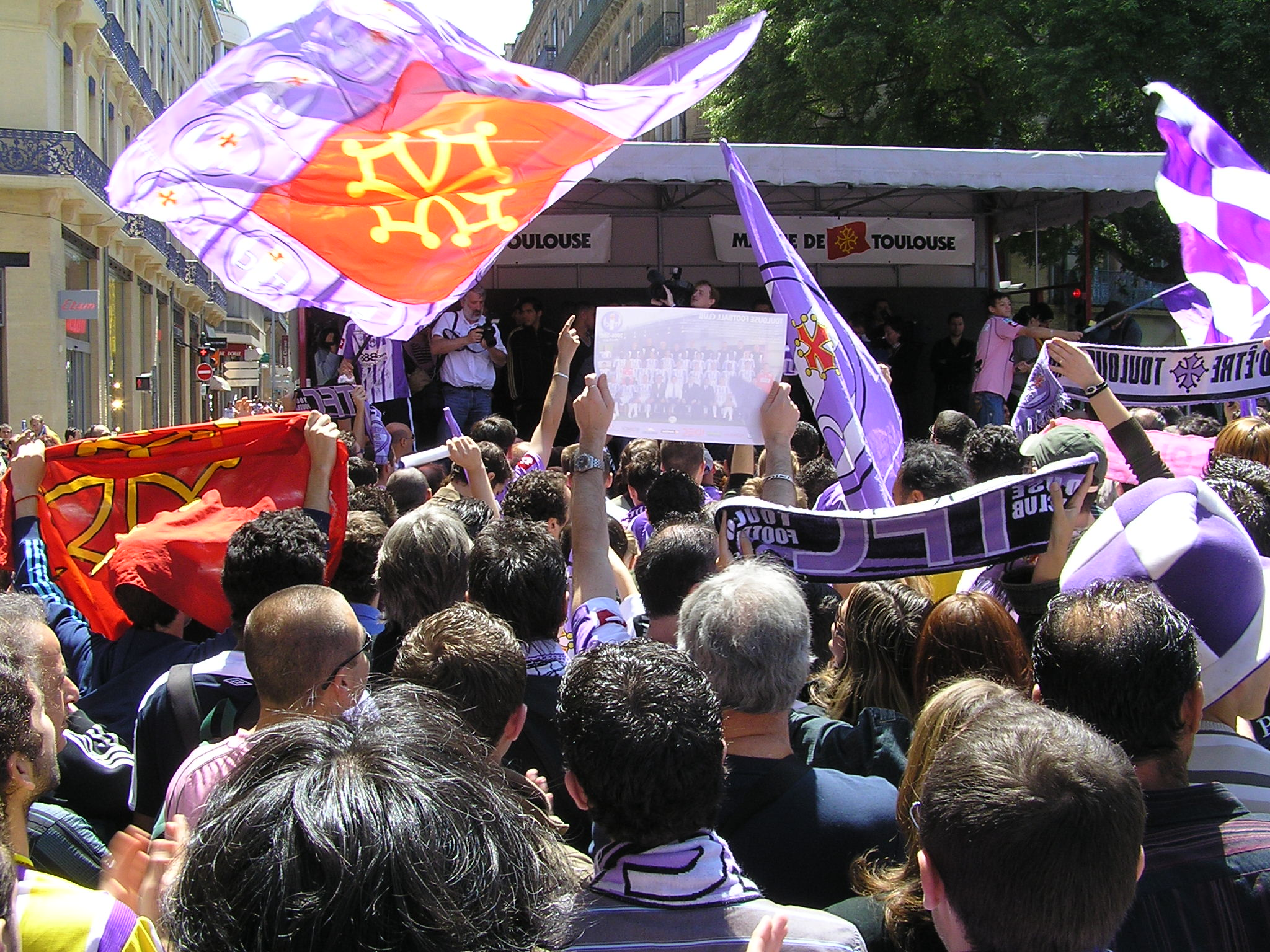
Les Toulousains fêtent la qualification en 3e tour préliminaire de Ligue des champions pour la 1re fois de son histoire en 2007.

À la suite de la relégation en National, le Toulouse Football Club est repris en juillet 2001 par l'homme d'affaires Olivier Sadran, se transforme de SAOS (Société anonyme à objet sportif) à SASP (Société anonyme sportive professionnelle), et sauve son statut professionnel ainsi que son centre de formation. Autour du capitaine Christophe Revault ou de joueurs comme Stéphane Lièvre et William Prunier restés au club, l'équipe a pour objectif de remonter en Ligue 2 et ceci le plus rapidement possible. Autour de Cédric Fauré, le club remonte de deux divisions en deux ans avec un effectif presque inchangé, retrouvant la Ligue 1 en 2003. Après deux saisons stables en Ligue 1 et un nouveau recrutement, le TFC vise la pérennité dans le haut du tableau à court terme et une qualification pour l'Europe à moyen terme.
Lors de la saison 2005-2006, le club est éliminé de toutes les coupes nationales et termine 16e de Ligue 1. Élie Baup est engagé alors au poste d'entraîneur pour trois ans en mai 2006 en remplacement d'Erick Mombaerts, et le président Olivier Sadran revoit les ambitions du club à la baisse, fixant l'objectif 2006-2007 « entre la huitième et la douzième place » de Ligue 1. Après un excellent début de championnat suivi d'une nette baisse de régime à l'automne, Toulouse réalise une excellente deuxième partie de saison en effectuant la meilleure phase retour à égalité avec Marseille, qui tout comme Lyon est défait au Stadium. Après l'interruption du match Nantes-Toulouse à la suite de l'envahissement du terrain par les supporters nantais, une décision de justice attribue au TFC une victoire sur tapis vert et permet au club d'aborder la dernière journée avec une petite chance de viser la troisième place, qualificative pour la Ligue des champions. Ainsi, le TFC bat à domicile son rival direct Bordeaux (3-1), grâce à un triplé du Suédois Johan Elmander. Le RC Lens, autre prétendant, est lui aussi sèchement battu (3-0) à Troyes et seul le Stade rennais peut encore barrer la route aux Violets en cas de victoire à Lille. Les Bretons mènent 1-0 jusqu'à la 93e minute et l'égalisation de Nicolas Fauvergue, qui envoie le TFC en Ligue des champions.
Le Toulouse Football Club retrouve alors l'Europe et, pour le premier match de Ligue des champions de son histoire, affronte le grand Liverpool FC en août 2007. Après un match aller perdu au Stadium (0-1), le TFC sombre quinze jours plus tard à Anfield (4-0) dans un match à sens unique. Reversé en Coupe de l'UEFA, le TFC élimine très difficilement le FK CSKA Sofia (0-0 au Stadium, puis 1-1 à Sofia avec un but inespéré à la 96e minute du match retour) et se retrouve dans un groupe de qualification composé du Bayer Leverkusen, du FC Zurich, du Sparta Prague et du Spartak Moscou. Avec une série de trois défaites amères, et malgré une victoire pour l'honneur contre le Spartak Moscou (2-1, la première victoire en Coupe d'Europe depuis plus de vingt ans), le TFC est éliminé. La saison 2007-2008 est très difficile pour le club toulousain qui, en plus d'être donc rapidement éliminé de toutes les coupes (nationales ou européennes), lutte pour son maintien en Ligue 1 jusqu'à la dernière journée, se sauvant grâce à une victoire contre Valenciennes (2-1) et un match nul de Lens contre Bordeaux (2-2). Cette bataille contre la relégation entraîne le limogeage d'Élie Baup.
Lors de la saison 2008-2009, le TFC souhaite se relancer à partir des bases posées en 2006-2007, avec comme nouvel entraîneur Alain Casanova ainsi qu'une équipe renouvelée à la suite de nombreux départs (Douchez, Elmander, Emana…). L'excellente forme de son gardien Cédric Carrasso et l'éclosion du futur meilleur buteur du championnat, André-Pierre Gignac, permet au TFC de réaliser un beau parcours en coupe de France (élimination contre Guingamp en demi-finales) et de terminer à la quatrième place du classement, qualificative pour la Ligue Europa 2009-2010. Le club franchit les barrages contre Trabzonspor (victoire 1-3 en Turquie, défaite 0-1 au Stadium) et se retrouve dans le groupe de qualification avec le Partizan Belgrade, le Chakhtar Donetsk et le FC Bruges. Le bilan est frustrant, car le TFC bat le club serbe par deux fois (2-3 puis 1-0), mais sombre face à l'épouvantail ukrainien (4-0 puis 0-2). Les rencontres avec le club belge (dont le niveau est proche) sont alors décisives pour déterminer le deuxième qualifié de la poule, mais Bruges arrache le nul à la dernière seconde au Stadium (2-2) avant de battre le TFC à la dernière minute du match retour (1-0). Toulouse est éliminé, mais retiendra surtout une campagne européenne endeuillée par le décès d'un supporter, Brice Taton, battu à mort par des hooligans serbes à Belgrade le 17 septembre 2009 et décédé douze jours plus tard.

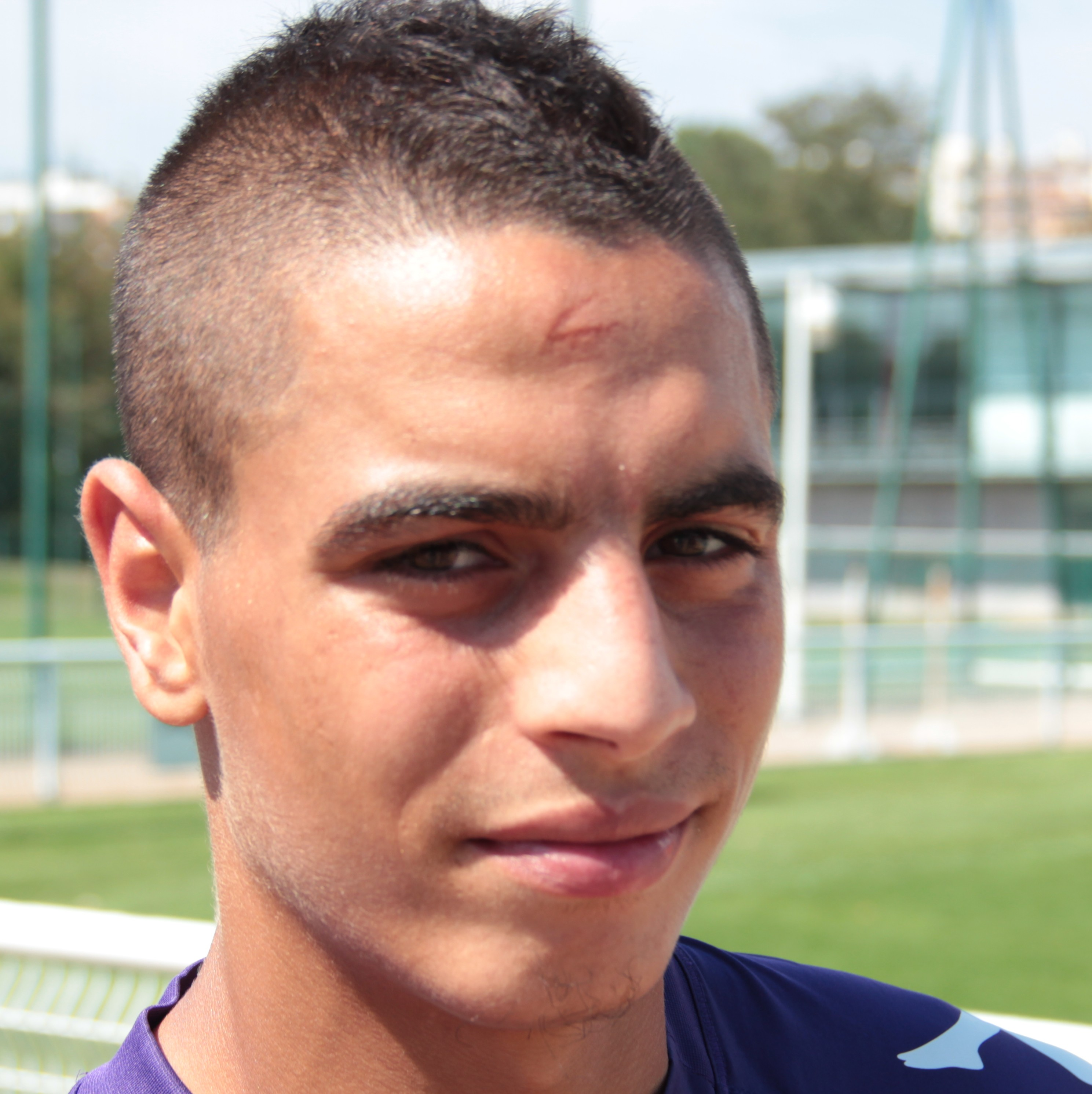
Wissam Ben Yedder en 2012.

La fin de la saison 2009-2010 est sans relief, malgré une demi-finale de coupe de la Ligue (défaite contre Marseille au Stadium, 1-2 après prolongations) et le club termine à la 14e place. Les années suivantes, le club enchaîne les performances contrastées, capable de battre les ténors du championnat comme de faire preuve de médiocrité face à des adversaires plus modestes. Toutefois, force est de constater que l'objectif de pérenniser le club dans la première moitié de tableau en Ligue 1 se concrétise, celui-ci décrochant la 8e place en 2010-2011 ainsi qu'en 2011-2012, la 10e place en 2012-2013, puis la 9e place en 2013-2014. La saison 2012-2013 marque aussi le développement du programme Ambassadeur du Toulouse Football Club au sein des grandes écoles et universités partenaires de la ville de Toulouse.

#### 2014 - 2020: Saisons difficiles
La saison 2014-2015 voit en revanche le club finir 17e, dernier rang permettant le maintien du TFC. L'entraîneur Alain Casanova est remplacé en cours de saison par le directeur de la cellule de recrutement du club, Dominique Arribagé.

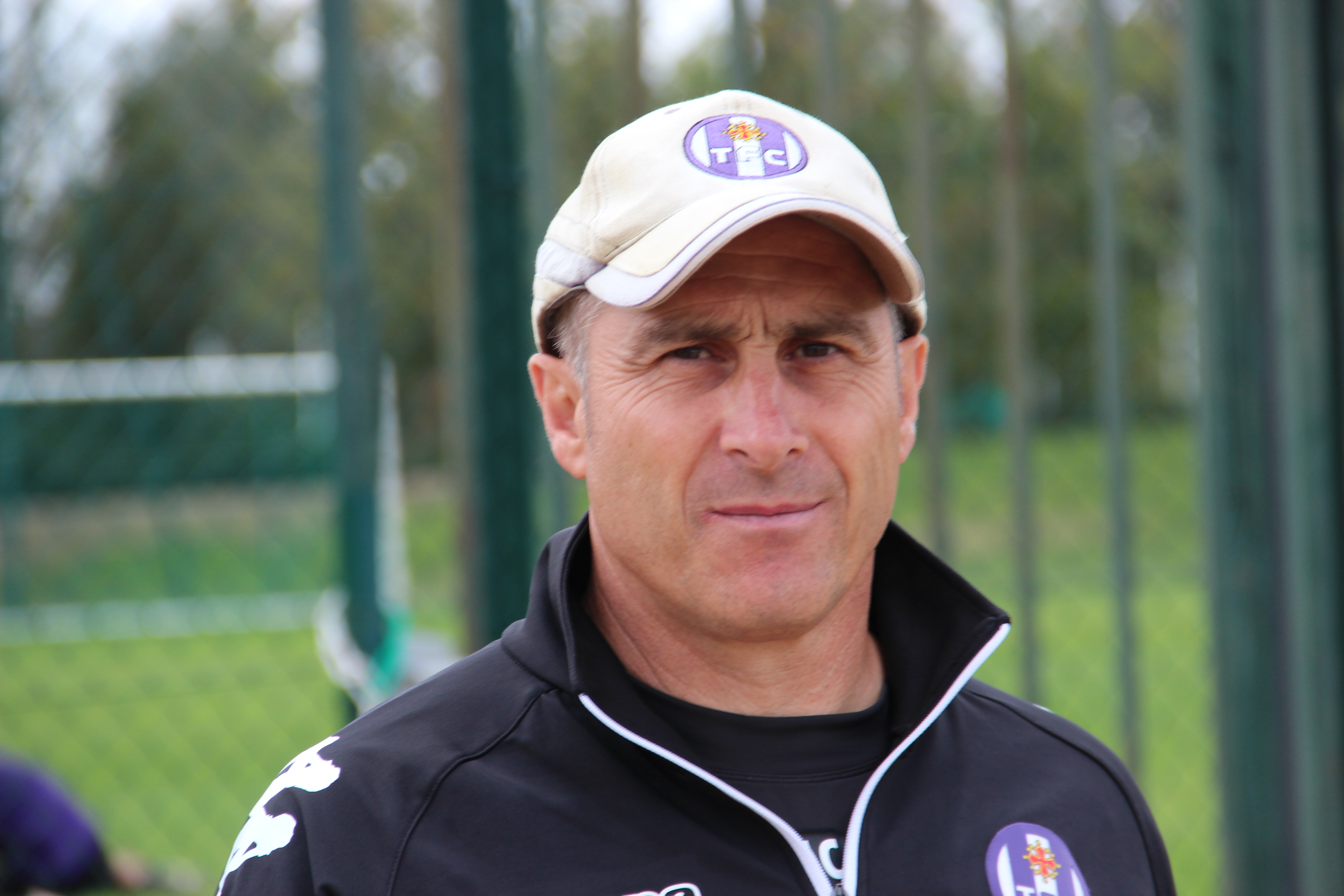
Alain Casanova, ici en 2012.

La saison 2015-2016 voit le club de la "ville rose" accomplir une performance jamais réalisée jusque-là dans l'histoire du football français. Avant-dernier du classement et comptant 10 points de retard au terme de la 28e journée, le TFC, emmené par son nouvel entraineur Pascal Dupraz, parvient à refaire son retard et à se sauver lors de l'ultime journée par une victoire 3-2 à l'extérieur contre le SCO Angers,. Après un bon début de saison 2016-2017, marqué notamment par deux victoires contre le Paris Saint-Germain et l’AS Monaco, respectivement tenant du titre et champion cette année-là, le TFC enchaîne ensuite les contre-performances pour finalement terminer 13e de l'exercice. La saison 2017-2018 continuant sur la même ligne négative, l'entraineur Pascal Dupraz décide, en commun accord avec le président, de quitter ses fonctions, et est remplacé par son adjoint, Mickaël Debève, le 22 janvier 2018. Ce dernier parvient de justesse à qualifier le club pour le barrage de relégation, le TFC terminant 18e. Grâce à un score cumulé de 4 à 0 (0-3 au match aller à Montpellier, sur terrain neutre, à la suite d'une sanction de la LFP, et 1-0 à Toulouse au match retour) face à l'AC Ajaccio, le TFC valide son maintien en Ligue 1. Néanmoins, les mauvais résultats font qu'Olivier Sadran décide d'écarter Mickaël Debève de ses fonctions d'entraîneurs, remplacé par Alain Casanova qui fait son retour à Toulouse mais démissionne en octobre 2019. Antoine Kombouaré prend sa succession. Lui-même est demis de ses fonctions en janvier 2020 pour mauvais résultats, Denis Zanko devient l'entraîneur de l'équipe première. Bien que le championnat n’ait pas pu aller à son terme à la suite de la pandémie de Covid-19 qui touche le territoire français le club est relégué en Ligue 2 à l’issue de la saison 2019-2020,.
Le statut du TFC est notamment valorisé grâce à sa formation, ayant permis l'éclosion de joueurs comme Moussa Sissoko, Étienne Capoue, Franck Tabanou ou Wissam Ben Yedder. Il est également un tremplin vers le très haut niveau (et source de gros transferts) pour d'autres joueurs comme Jérémy Mathieu cédé au FC Valence, Aymen Abdennour (cédé à l'AS Monaco) ou encore Serge Aurier (cédé au PSG).

### L'ère Comolli (depuis 2020)

#### Remontée en Ligue 1 ratée de justesse (2021)
Alors que l'équipe doit repartir en Ligue 2 pour la saison 2020-2021, Patrice Garande est nommé entraîneur de l'équipe première, tandis que Denis Zanko retourne à son poste de directeur technique du centre de formation du TFC et redevient l'entraîneur de la réserve. Damien Comolli est nommé président du club le 20 juillet 2020 à la suite de la vente du club au fonds d'investissement américain RedBird Capital Partners. Alors que le TFC a le plus gros budget de Ligue 2, l'objectif annoncé par le président du club est d'obtenir la promotion en Ligue 1 dès sa première saison en Ligue 2 et de pouvoir viser à plus long terme la sixième place de Ligue 1 en se basant sur la formation.
L'équipe termine 3e de son Championnat derrière Troyes, 1er et Clermont, 2e avant de battre largement Grenoble 4e 3-0 en match de barrage.
Il affronte alors le Football Club de Nantes 18e de ligue 1 pour un retour dans l'élite, mais s'incline 2-1 au match aller à domicile. À cause de la règle des buts à l'extérieur, la victoire 1-0 au match retour n'est pas suffisante et Toulouse reste donc en Ligue 2.

#### Champion de France de Ligue 2, remontée en Ligue 1 (2022)
Avec une équipe largement remaniée à la suite du départ de cadres comme Vakoun Bayo, Deiver Machado, Manu Koné ou encore Amine Adli, l'équipe se tourne désormais vers l'arrivée de nouveaux talents venus de l'étranger comme Ado Onaiwu, Rasmus Nicolaisen, Denis Genreau ou bien Mikkel Desler tout en s'appuyant sur certains joueurs de l'année dernière : Brecht Dejaegere, Stijn Spierings ou Branco van den Boomen. L'objectif pour cette saison reste toujours d'obtenir la promotion en Ligue 1.
Le Toulouse FC commence cette saison sur des chapeaux de roue : après un match nul en ouverture de championnat face à Ajaccio, le club enchaîne 9 matchs sans défaite (2 nuls, 7 victoires) avant de perdre face à Caen à domicile lors de la 10e journée. Jusqu'à la 22e journée, le club accumule les matchs nuls (7), ne gagne qu'à quatre reprises et enregistre sa deuxième défaite de la saison face à Niort. Cela coûte la place de champion d'Automne au club, qu'il laisse filer à Ajaccio.
La seconde partie de saison va voir Toulouse reprendre sa place de leader, notamment grâce à une série de dix matchs sans défaite (7 victoires, 3 nuls), série une nouvelle fois stoppée par une défaite face à Caen à l'extérieur. Après une nouvelle série de matchs sans défaite, le club toulousain valide officiellement son retour en Ligue 1 le 25 avril 2022 au terme d'une victoire 2-0 face au Chamois niortais. Deux semaines plus tard, le 7 mai 2022, il est officiellement sacré champion de Ligue 2, grâce à sa victoire sur le score de 2-1 face au Nîmes Olympique.
L'année est ponctuée par plusieurs records de Ligue 2 battus : le Toulouse FC devient la meilleure attaque de Ligue 2, tandis que Branco Van den Boomen égale le nombre de passes décisives effectuées à égalité avec Zinédine Ferhat. Le TFC et les supporteurs comptabilisent eux 21 passes décisives, soit une de plus que le précédent record. La Ligue n'en comptabilise que 20, refusant de créditer le milieu d'une passe décisive sur le premier but de Rhys Healey contre Sochaux, lors de la victoire 4-1 à domicile.

#### Vainqueur de la Coupe de France (2023)

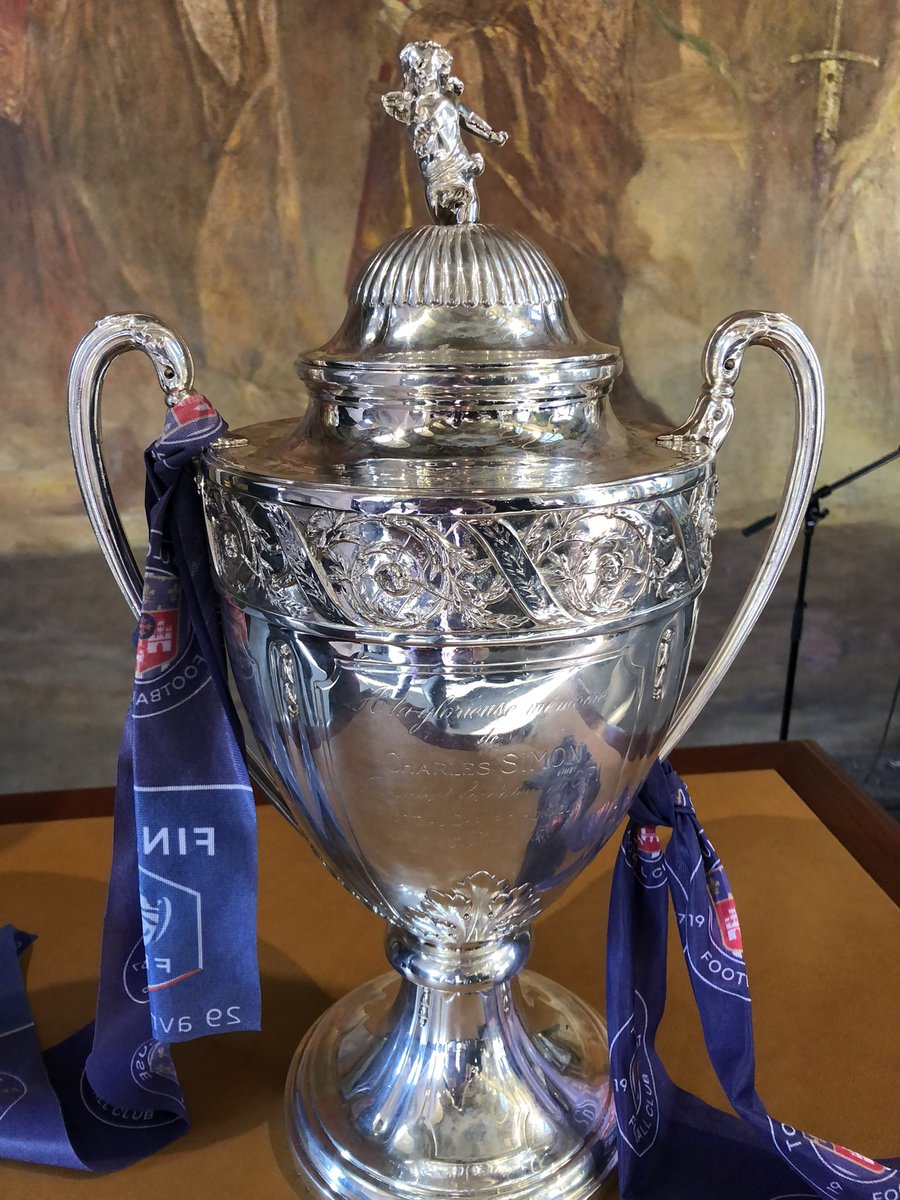
La Coupe de France exposée au Capitole le 30 avril 2023.

Pour son retour dans l'élite, le TFC garde une ossature stable. Le club réussit à conserver Branco Van den Boomen et Stijn Spierings, sans toutefois réussir à les prolonger. Zakaria Aboukhlal et Thijs Dallinga arrivent pour respectivement 2 et 2,5 millions d'euros. Nathan N'Goumou part pour Monchengladbach contre 8 millions d'euros ; il est remplacé par Veljko Birmančević, en provenance du Malmö FF. Oliver Zandén, Kjetil Haug et Theocharis Tsingaras (prêt) viennent compléter l'effectif. Du côté des départs, plusieurs "pitchouns" quittent le club en plus de Nathan N'Goumou ; certains en prêts (Rapnouil, Sanna, Bangré), d'autres transférés (Sidibé, Diakité). Enfin, certains jeunes joueurs transférés lors de l'arrivée de RedBird partent en prêt (Skyttä, Serber), tandis que Kasongo est définitivement transféré à Bellinzona, en Suisse.
Sportivement, le club réussit un bon début de saison. L'équipe obtient des résultats nul à la maison contre Nice (1-1) et Lorient (2-2), tout en battant sèchement Troyes sur le score de 3-0. Dans les tribunes, le club dépasse également son record de nombre d'abonnement. S'ensuit une première série négative de 3 défaites contre Nantes (1-3) et Clermont (0-2) à l'extérieur, ainsi que Paris à domicile (0-3). Une dynamique se recrée sur les matchs suivants, le TFC obtenant 11 points en 6 matchs. Parmi eux, le club obtient un bon match nul contre l'Olympique lyonnais à l'extérieur et gagne trois matchs à domicile contre des adversaires au maintient (Reims, Montpellier, Angers). Cette première partie de saison précédent la Coupe du monde 2022 au Qatar se termine par 3 défaites contre des adversaires de plus gros calibre : Lens (0-3), Monaco (1-2) et Rennes (2-1). Dans l'ensemble, l'équipe aura montré sa capacité à vaincre contre des adversaires de son niveau, mais n'aura réussi à battre aucun adversaire de première partie de tableau.
Lors de la coupure, le club écarte l'adjoint de Philippe Montanier, Michaël Debève, pour motif disciplinaire. Il est remplacé par Carles Martinez Novell, ancien entraîneur des jeunes au FC Barcelone. À la sortie de la coupure, l'équipe est lourdement défaite contre Marseille à l'extérieur (1-6). À la suite d'un discours marquant du discours du président Damien Comolli après le match, l'équipe entame une très bonne dynamique avec des victoires en championnat contre Ajaccio (2-0), Auxerre (5-0), Strasbourg (2-1), Troyes (4-1), et Rennes (3-1). Par cette victoire contre Rennes, l'équipe parvient enfin à battre une équipe du haut de tableau de Ligue 1. Elle est défaite uniquement contre le PSG à l'extérieur (1-2). De plus, en coupe de France, le TFC élimine successivement Lannion (7-1), Ajaccio (2-0), puis Reims (3-1), invaincu depuis la prise de fonction de Will Still. Ainsi, le TFC est la meilleure attaque d'Europe début 2023 avec 30 buts inscrits, devant Manchester United, grâce notamment à Thijs Dallinga. Après la défaite contre Marseille à domicile (2-3), les résultats en Ligue 1 sont plus mitigés. Cependant en Coupe de France, le TFC élimine le club de Ligue 2 Rodez au Stadium (6-1) . En demi-finale, Toulouse fait face à Annecy, club de Ligue 2, outsider de la compétition venant d'éliminer l'Olympique de Marseille. Après une première mi-temps équilibrée dans le jeu et dans le score (1-1 MT), le TFC est dominé par son adversaire mais le joueur algérien Farès Chaïbi profite d'une erreur adverse pour marquer à la 85e minute, le "plus important de sa jeune carrière" selon lui. À la 91e minute, Moïse Sahi Dion semble briser les espoirs du TFC mais son but somptueux est annulé pour hors-jeu. Ainsi, le TFC se qualifie en finale pour affronter le FC Nantes au Stade de France, 66 ans après la finale victorieuse de l'ancien TFC contre Angers. Le samedi 29 avril, Toulouse FC s'impose 5 buts à 1  face au FC Nantes, remportant ainsi la 106e édition de la Coupe de France.

#### Retour en Coupe d'Europe (2023-2024)
Du fait de sa victoire en finale de la Coupe de France, le TFC est directement qualifié pour la phase de groupe de la Ligue Europa 2023-2024. Cette qualification a dû faire l'objet d'une validation spécifique par l'UEFA le 7 juillet 2023 dans le cadre d'une vérification de la compatibilité de la situation du club avec la règle de multipropriété prévue à l'article 5 du règlement des compétitions interclubs de l'instance européenne.
Le 9 novembre 2023, le TFC s'impose 3-2 au Stadium face à Liverpool FC, lors de la 4e journée de Ligue Europa. Cette victoire face à un grand d'Europe, est comparée à celle obtenue contre le SSC Napoli de Diego Maradona en  Coupe UEFA 1986-1987.

## Identité du club

### Logos
De 1979 à 1984 et de 1990 (ou 1995) à 2018, le club affichait sur son logo, l'abréviation du club TFC.

1970 à 1979
1979 à 1984
1984 à 1990
1990 à 1995
1995 à 2001
2001 à 2010
2010 à 2018
Blason des 80 ans du premier Toulouse FC
Version utilisée entre le 25 juin 2018 et le 29 juin 2021
Version utilisée depuis le 30 juin 2021

### Équipementiers
| Marques        | Début     | Fin       |
| -------------- | --------- | --------- |
| Nike           | 2024-2025 |           |
| Craft          | 2021-2022 | 2023-2024 |
| Joma           | 2015-2016 | 2020-2021 |
| Kappa          | 2011-2012 | 2014-2015 |
| Airness        | 2008-2009 | 2010-2011 |
| Lotto          | 2001-2002 | 2007-2008 |
| Puma           | 1998-1999 | 2000-2001 |
| Reebok         | 1997-1998 | 1997-1998 |
| Adidas         | 1995-1996 | 1996-1997 |
| Asics          | 1994-1995 | 1994-1995 |
| Le Roc Sport   | 1993-1994 | 1993-1994 |
| Duarig         | 1990-1991 | 1992-1993 |
| Adidas         | 1980-1981 | 1989-1990 |
| Le Coq Sportif | 1979-1980 | 1979-1980 |
| Adidas         | 1975-1976 | 1977-1978 |
| Le Coq Sportif | 1963-1964 | 1974-1975 |

## Résultats sportifs
Le tableau suivant récapitule les performances du Toulouse FC dans les diverses compétitions françaises et européennes depuis sa fondation en 1970. Il n'inclut donc pas les trophées de l'ancien Toulouse FC, vainqueur notamment de la Coupe de France en 1957, bien que le club actuel revendique cet héritage, et qu'il détient depuis 2017 une réplique du trophée de 1957.
| Compétitions nationales | Compétitions européennes |
| --- | --- |
| - Championnat de France - Meilleure performance : 3e en 1987 et 2007 - Championnat de France D2 (3) - Champion : 1982, 2003 et 2022 - Vice-champion : 1997 Coupes - Coupe de France (1) - Vainqueur : 2023 - Coupe de la Ligue - Meilleure performance : demi-finale en 2010 et 2016 - Trophée des champions - Finaliste : 2023 | - Ligue des champions (C1) - Meilleure performance : 3e tour de qualification en 2007 - Ligue Europa / Coupe de l'UEFA (C3) - Meilleure performance (ancien format avec confrontation directe (1971-2004)) : 16e de finale en 1986 et 1987 - Meilleure performance (ancien format avec phase de groupes (2009-2024)) : barrages d'accession au 8e de finale en 2024 |
| Compétitions de l'équipe réserve | Compétitions de jeunes |
| - Championnat de France D3 (1) - Champion : 1983 - Championnat de France D4 (1) - Champion : 1993 - Vice-champion : 1981 | - Coupe Gambardella (1) - Vainqueur : 2005 - Finaliste : 1972 et 2019 - Championnat national U19 - Finaliste : 1992 - Championnat national U17 (1) - Champion : 2022 - Vice-champion: 2018, 2005, 1996, 1994 |

## Personnalités du club

### Propriétaires
Le tableau ci-dessous énumère les différents propriétaires qui se sont succédé à la tête du Toulouse Football Club.
| Période     | Nom                      |
| ----------- | ------------------------ |
| 2001 - 2020 | Olivier Sadran           |
| 2020 -      | RedBird Capital Partners |

### Présidents
Le tableau suivant récapitule les différents présidents du Toulouse Football Club depuis sa création en 1970, sous le nom d'US Toulouse.
| Rang | Nom                 | Période   |
| ---- | ------------------- | --------- |
| 1    | Lilian Buzzichelli  | 1970-1977 |
| 2    | Yves de Lagarcie    | 1977-1978 |
| 3    | Jean-Jacques Astoux | 1978–1979 |
| 4    | Bernard Garrigues   | 1979–1981 |
| 5    | Daniel Visentin     | 1981–1985 |
| 6    | Marcel Delsol       | 1985–1992 |
| 7    | André Labatut       | 1992–1999 |
| 8    | Jacques Rubio       | 1999–2001 |
| 9    | Olivier Sadran      | 2001-2020 |
| 10   | Damien Comolli      | 2020-2025 |
| 11   | Olivier Cloarec     | 2025-     |

### Entraîneurs
Les tableaux suivants récapitulent les différents entraîneurs du Toulouse Football Club depuis sa création en 1970, sous le nom d'US Toulouse.
| Rang | Nom                   | Période   |
| ---- | --------------------- | --------- |
| 1    | José Farías           | 1970-1972 |
| 2    | Pierre Dorsini        | 1972-1973 |
| 3    | Richard Boucher (1re) | 1973-1974 |
| 4    | Paul Orsati           | 1974      |
| 5    | Richard Boucher (2d)  | 1974-1975 |
| 6    | Jacques Sucré         | 1975      |
| 7    | Émile Daniel          | 1975-1976 |
| 8    | Richard Boucher (3e)  | 1976-1977 |
| 9    | Ángel Marcos          | 1977-1978 |
| 10   | Just Fontaine         | 1978-1979 |
| 11   | Pierre Cahuzac        | 1979-1983 |
| 12   | Daniel Jeandupeux     | 1983-1985 |

| Rang | Nom                 | Période   |
| ---- | ------------------- | --------- |
| 13   | Jacques Santini     | 1985-1989 |
| 14   | Pierre Mosca        | 1989-1991 |
| 15   | Victor Zvunka       | 1991-1992 |
| 16   | Serge Delmas        | 1992-1993 |
| 17   | Jean-Luc Ruty       | 1993-1994 |
| 18   | Rolland Courbis     | 1994-1995 |
| 19   | Alain Giresse (1re) | 1995-1998 |
| 20   | Guy Lacombe         | 1998-1999 |
| 21   | Alain Giresse (2d)  | 1999-2000 |
| 22   | Robert Nouzaret     | 2000-2001 |
| 23   | Erick Mombaerts     | 2001-2006 |
| 24   | Élie Baup           | 2006-2008 |

| Rang | Nom                    | Période     |
| ---- | ---------------------- | ----------- |
| 25   | Alain Casanova (1re)   | 2008-2015   |
| 26   | Dominique Arribagé     | 2015-2016   |
| 27   | Pascal Dupraz          | 2016-2018   |
| 28   | Mickaël Debève         | 2018        |
| 29   | Alain Casanova (2d)    | 2018-2019   |
| 30   | Antoine Kombouaré      | 2019-2020   |
| 31   | Denis Zanko            | 2020        |
| 32   | Patrice Garande        | 2020-2021   |
| 33   | Philippe Montanier     | 2021-2023   |
| 34   | Carles Martinez Novell | depuis 2023 |

### Joueurs
| Rang | Pays | Nom                | Matchs | Période              |
| ---- | ---- | ------------------ | ------ | -------------------- |
| 1    |      | Dominique Arribagé | 335    | 1992-1998, 2004-2008 |
| 2    |      | Laurent Batlles    | 269    | 1994-1999, 2005-2008 |
| 3    |      | Pantxi Sirieix     | 260    | 2004-2017            |
| 4    |      | Achille Emana      | 254    | 2001-2008            |
| 5    |      | Étienne Didot      | 248    | 2008-2016            |
| 5    |      | Alberto Marcico    | 248    | 1985-1992            |
| 6    |      | Thierry Moreau     | 241    | 1994-2001            |
| 6    |      | Daniel Congré      | 227    | 2004-2012            |
| 7    |      | Pascal Despeyroux  | 221    | 1985-1992            |
| 8    |      | Moussa Sissoko     | 220    | 2007-2013            |
| 9    |      | Nicolas Dieuze     | 218    | 1999-2001, 2003-2008 |
| 10   |      | Albin Ebondo       | 217    | 2001-2010            |

## Effectif professionnel actuel
Le premier tableau liste l'effectif professionnel du Toulouse FC pour la saison 2025-2026. Le second recense les prêts effectués par le club lors de cette même saison.
En grisé, les sélections de joueurs internationaux chez les jeunes mais n'ayant jamais été appelés aux échelons supérieurs une fois l'âge-limite dépassé ou les joueurs ayant pris leur retraite internationale.

## Structures du club

### Stades

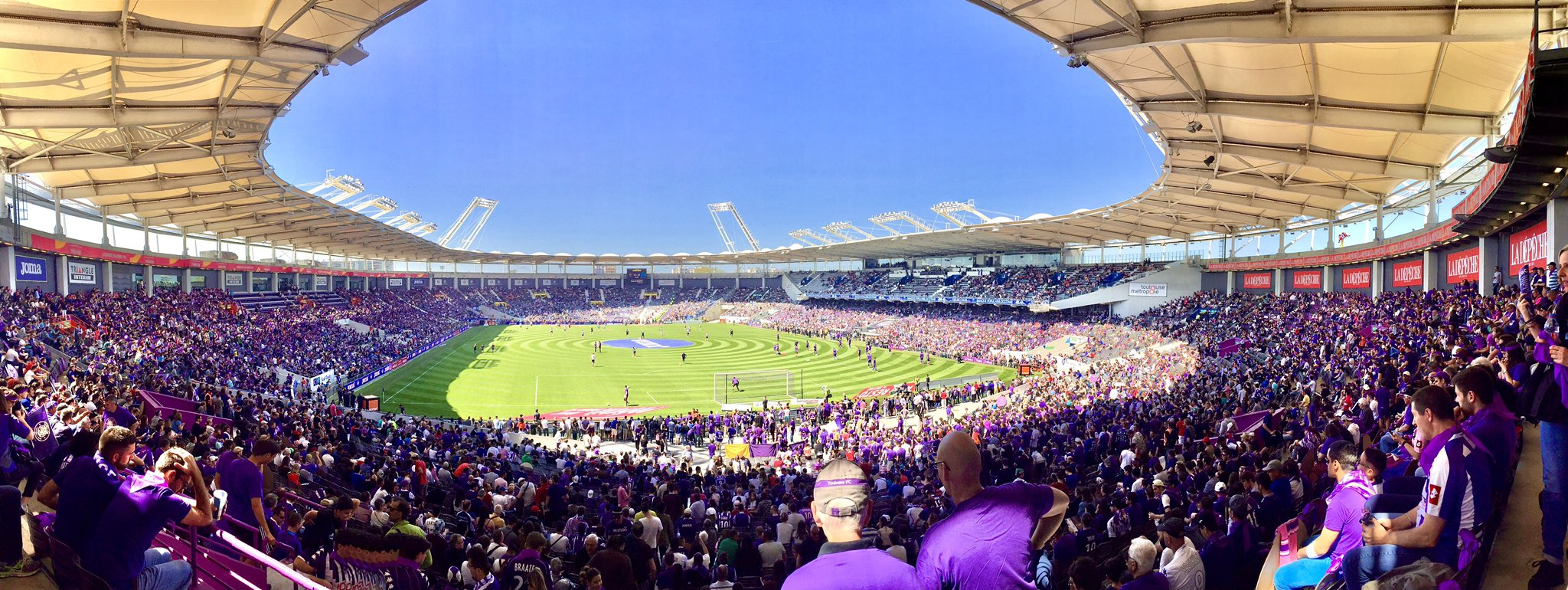
Le Stadium du Toulouse FC.

Le Stadium est le stade où évolue le Toulouse Football Club depuis sa création en 1970. Construit en 1937 pour accueillir la Coupe du monde de football 1938 organisée en France, il est finalement inauguré après-guerre en 1949 sous la forme d'un stade vélodrome. À partir des années 1980, il connaît plusieurs réfections dont la suppression du vélodrome.
A l'occasion de la Coupe du monde 1998 disputée à nouveau en France. Le Stadium devient ainsi le sixième stade de France en termes de places disponibles, derrière le Stade de la Beaujoire, avec une capacité de 35 472 spectateurs.
En raison des dégâts subis lors de l'explosion de l'usine AZF de Toulouse, le Toulouse FC a disputé une grande partie de la saison 2001-2002 au stade Ernest-Wallon, où évolue le Stade toulousain.
Ne faisant pas partie des stades français évalués par l'UEFA au rang de stades quatre ou cinq étoiles, le Stadium est l'objet d'une rénovation en vue du Championnat d'Europe de football 2016. Financés par la ville de Toulouse propriétaire du stade, les travaux entraînent l'abaissement de la capacité à 33 150 places et l'amélioration du confort et de la visibilité.

### Centre de formation
Le Toulouse Football Club possède son propre centre de formation, dont sortent chaque année de jeunes joueurs.
Moussa Sissoko, Nicolas Seube, Mehdi Nafti, Fabien Barthez, Fabrice Jau, Lamine Diatta, Nicolas Dieuze, Jean-Clair Todibo, Fabien Audard, Anthony Bancarel, Étienne Capoue, Daniel Congré, Franck Tabanou, Cheikh M'Bengue, Dominique Arribagé, Laurent Batlles, Michel Pavon, Vincent Candela, Issa Diop, Alban Lafont ou encore Yann Bodiger, ont été formés au Toulouse Football Club.

## Aspects juridiques et économiques

### Aspects juridiques
Le Toulouse Football Club se compose d'une association, titulaire du numéro d'affiliation de la FFF 524 391, et d'une société. L'Association TFC gère le centre de formation et la section amateur. La Société TFC a le statut de société anonyme sportive professionnelle (SASP) depuis 2001. Avant cette date, le club était une société anonyme à objet sportif (SAOS).
L'actionnaire principal du club est RedBird Capital Partners, qui a racheté 85 % des parts du club en juillet 2020. Olivier Sadran détient les 15 % restantes, de ce fait il reste membre du conseil d'administration.

### Aspects économiques

#### Éléments comptables
Le tableau ci-dessous résume les différents budgets prévisionnels du club toulousain saison après saison.
| Saison | 2008-2009 | 2009-2010 | 2010-2011 | 2011-2012 | 2012-2013 | 2013-2014 | 2014-2015 | 2015-2016 | 2016-2017 |
| Budget | 32,0 M€   | 50,0 M€   | 40,0 M€   | 40,0 M€   | 36,0 M€   | 32,0 M€   | 32,0 M€   | 30,0 M€   | 35,0 M€   |
| Saison | 2017-2018 | 2018-2019 | 2019-2020 | 2020-2021 | 2021-2022 | 2022-2023 | 2023-2024 | 2024-2025 | 2025-2026 |
| Budget | 34,0 M€   | 35,0 M€   | 35,0 M€   | 27,0 M€   | 22,0 M€   | 40 M€     | 50 M€     | 60 M€     | 50 M€     |

#### Finances
| Saison    | Championnat | Sponsoring | Recettes matchs         | Recettes matchs | Recettes matchs    | Droits de diffusion TV | Total des revenus | Réf.               |
| Saison    | Championnat | Sponsoring | Compétitions nationales | Coupes d'Europe | Total compétitions | Droits de diffusion TV | Total des revenus | Réf.               |
| --------- | ----------- | ---------- | ----------------------- | --------------- | ------------------ | ---------------------- | ----------------- | ------------------ |
| 2002-2003 | Ligue 2     | 2,465      | 1,291                   | -               | 1,291              | 4,223                  | 9,999             | [ 67 ]             |
| 2003-2004 | Ligue 1     | 4,118      | 3,338                   | -               | 3,338              | 9,075                  | 19,885            | [ 68 ]             |
| 2004-2005 | Ligue 1     | 2,008      | 7,736                   | -               | 7,736              | 11,212                 | 32,359            | [ 69 ]             |
| 2005-2006 | Ligue 1     | 6,099      | 3,446                   | -               | 3,446              | 16,578                 | 29,850            | [ 70 ]             |
| 2006-2007 | Ligue 1     | 6,763      | 4,769                   | -               | 4,769              | 29,502                 | 44,627            | [ 71 ]             |
| 2007-2008 | Ligue 1     | 8,393      | 3,997                   | 1,877           | 5,874              | 19,011                 | 37,298            | [ 72 ]             |
| 2008-2009 | Ligue 1     | 8,027      | -                       | -               | 4,868              | 29,010                 | 45,531            | [ 73 ]             |
| 2009-2010 | Ligue 1     | 8,269      | -                       | -               | 3,730              | 22,657                 | 39,451            | [ 74 ]             |
| 2010-2011 | Ligue 1     | 7,417      | -                       | -               | 2,278              | 25,319                 | 38,674            | [ 75 ]             |
| 2011-2012 | Ligue 1     | 6;269      | -                       | -               | 2,484              | 27,427                 | 40,621            | [ 76 ]             |
| 2012-2013 | Ligue 1     | 5,656      | -                       | -               | 2,498              | 24,561                 | 36;223            | [ 77 ]             |
| 2013-2014 | Ligue 1     | 5,847      | -                       | -               | 2,355              | 22,678                 | 34,784            | [ 78 ]             |
| 2014-2015 | Ligue 1     | 5,736      | -                       | -               | 2,198              | 19,466                 | 31,259            | [ 79 ]             |
| 2015-2016 | Ligue 1     | 5,733      | -                       | -               | 2,888              | 18,359                 | 29,687            | [ 80 ]             |
| 2016-2017 | Ligue 1     | 5,442      | -                       | -               | 3,744              | 23,687                 | 37,482            | [ 81 ]             |
| 2017-2018 | Ligue 1     | 5,750      | -                       | -               | 3,717              | 21,997                 | 37,647            | [ 82 ]             |
| 2018-2019 | Ligue 1     | 4,826      | -                       | -               | 3,336              | 23,091                 | 36,648            | [réf. à confirmer] |
| 2019-2020 | Ligue 1     | 4,306      | -                       | -               | 1,456              | 24,205                 | 36,124            | [réf. à confirmer] |
| 2020-2021 | Ligue 2     | 2,270      | -                       | -               | 0,100              | 12,791                 | 26,045            | [ 85 ]             |
| 2021-2022 | Ligue 2     | 4,152      | -                       | -               | 2,339              | 6,653                  | 27,145            | [ 85 ]             |
| 2022-2023 | Ligue 1     | -          | -                       | -               | -                  | -                      | -                 |                    |
| 2023-2024 | Ligue 1     | -          | -                       | -               | -                  | -                      | -                 |                    |

#### Transferts les plus coûteux
Les deux tableaux ci-dessous synthétisent les plus grosses ventes et achats de joueurs dans l'histoire du club toulousain.
| Rang | Joueur              | Montant | Provenance        | Saison    |
| ---- | ------------------- | ------- | ----------------- | --------- |
| 1er  | Wesley Saïd         | 8,00 M€ | Dijon FCO         | 2019-2020 |
| 2e   | Andy Delort         | 6,00 M€ | Tigres UANL       | 2017-2018 |
| 2e   | Emmanuel Rivière    | 6,00 M€ | AS Saint-Étienne  | 2011-2012 |
| 4e   | Firmin Mubele       | 5,00 M€ | Stade Rennais     | 2018-2019 |
| 4e   | Johan Elmander      | 5,00 M€ | Brøndby IF        | 2006-2007 |
| 4e   | Jérémy Mathieu      | 5,00 M€ | FC Sochaux        | 2005-2006 |
| 7e   | André-Pierre Gignac | 4,50 M€ | FC Lorient        | 2007-2008 |
| 7e   | Aron Dønnum         | 4,50 M€ | Standard de Liège | 2023-2024 |
| 7e   | Charlie Creswell    | 4,50 M€ | Leeds United      | 2024-2025 |
| 10e  | Veljko Birmančević  | 4,10 M€ | Malmö FF          | 2022-2023 |

| Rang | Joueur              | Montant | Destination            | Saison    |
| ---- | ------------------- | ------- | ---------------------- | --------- |
| 1er  | Issa Diop           | 25,0 M€ | West Ham United        | 2017-2018 |
| 2e   | Logan Costa         | 18,0 M€ | Villarreal CF          | 2024-2025 |
| 3e   | André-Pierre Gignac | 16,0 M€ | Olympique de Marseille | 2009-2010 |
| 3e   | Christian Mawissa   | 16,0 M€ | AS Monaco              | 2024-2025 |
| 5e   | Thijs Dallinga      | 15,0 M€ | Bologne FC             | 2024-2025 |
| 6e   | Aymen Abdennour     | 13,0 M€ | AS Monaco              | 2013-2014 |
| 7e   | Johan Elmander      | 12,6 M€ | Bolton Wanderers       | 2007-2008 |
| 8e   | Martin Braithwaite  | 11,3 M€ | Middlesbrough FC       | 2016-2017 |
| 9e   | Étienne Capoue      | 11,0 M€ | Tottenham Hotspur      | 2013-2014 |
| 10e  | Serge Aurier        | 10,0 M€ | Paris Saint-Germain    | 2015-2016 |
| 10e  | Farès Chaibi        | 10,0 M€ | Eintracht Francfort    | 2023-2024 |

## Soutien et image

### Groupes de supporters

#### Au Stadium

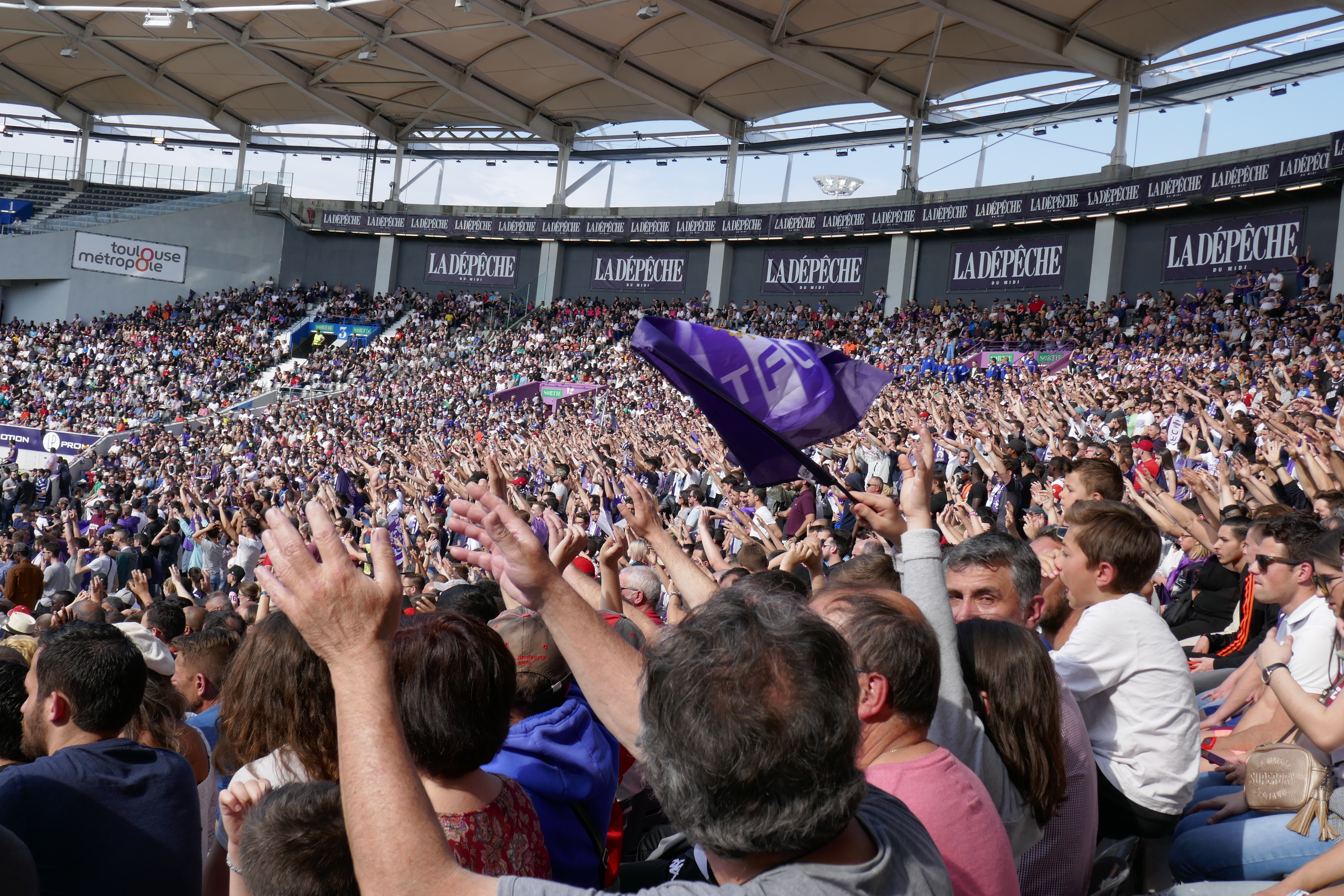
Le virage Brice Taton en 2018.

Huit groupes de supporters se partagent les tribunes du Stadium.
Le virage Est (appelé Virage Brice Taton à la suite du décès tragique de ce supporter, fin septembre 2009) est la tribune la plus animée du Stadium. Y sont rassemblés les Indians Tolosa 1993, qui comptent plus de 300 membres (possédant une section Tarn) ainsi que le Viola Club créé en 1993 (la frange active étant la BFS - Boire Fumer Supporter - élue en 2012 « groupe de supporters au nom le plus improbable » par So Foot).
En face, dans le virage Ouest (appelé virage  Christophe Revault en hommage au meilleur gardien du club élu en 2017) sont installés les Ouest Dragons, un groupe qui comprend plus de 70 membres (disposant de sections dans le Tarn-et-Garonne, à Carcassonne, à Castelnaudary et à Colomiers), les West Eagles créés en 2015, ainsi que les Tolosa Fans qui font partie de l'ancien groupe des Sharks 31 (regroupant des supporters venant de l'Ariège, l'Aude, la Haute-Garonne, du Gers, des Pyrénées-Atlantiques, des Hautes-Pyrénées et des Pyrénées-Orientales).
Dans la tribune Honneur Sud sont situés des groupes moins dynamiques vocalement et gestuellement, mais possédant un caractère fédérateur et chaleureux autour du club, à l'image par exemple des peñas espagnoles. Les Visca Tolosa comptent près de 200 membres venant de l'ensemble de la région Midi-Pyrénées. Quant au Fan Club TFC, il est le seul et unique club de supportrices du TFC (femmes, jeunes femmes et jeunes filles) et compte 180 membres. Enfin, l'association des Supporters des Violets, doyenne des groupes (créée en 1983), rassemble beaucoup de supporters à travers la Haute-Garonne. Elle regroupe 18 sections qui sont des antennes visant à regrouper les supporters par région française. Elles organisent des déplacements aussi bien au Stadium qu'à l'extérieur.

#### À l'extérieur
Au-delà des supporters effectuant les déplacements depuis Toulouse, le TFC peut également compter sur le soutien de groupes de supporters expatriés, suivant de loin les performances de leur équipe.
Les Occifans constituent un rassemblement de supporters toulousains expatriés à Paris et en Île-de-France, et sont surtout présents lors des déplacements de l'équipe au Parc des Princes, ainsi que dans d'autres stades de la moitié Nord de la France. De plus, le groupe des Jokers Chypriotes (créé en 2001) tente de fédérer autour du TFC les amateurs de football qui suivent, depuis Chypre, le championnat de France. Ils sont aujourd'hui une vingtaine et envisagent un déplacement annuel au Stadium pour certains d'entre eux.

#### Affluences
| Saison    | Division   | Affluence | Classement | Remplisage |
| --------- | ---------- | --------- | ---------- | ---------- |
| 2024-2025 | Ligue 1    |           |            |            |
| 2023-2024 | Ligue 1    | 25 808    | 8e         | 77,8%      |
| 2022-2023 | Ligue 1    | 23 939    | 9e         | 72,1%      |
| 2021-2022 | Ligue 2    | 12 510    | 1er        | 37,7%      |
| 2020-2021 | Ligue 2    | 2 567     | 3e         | 7,7%       |
| 2019-2020 | Ligue 1    | 14 232    | 14e        | 42,9%      |
| 2018-2019 | Ligue 1    | 16 224    | 12e        | 48,9%      |
| 2017-2018 | Ligue 1    | 16 929    | 12e        | 51,1%      |
| 2016-2017 | Ligue 1    | 17 068    | 11e        | 51,5%      |
| 2015-2016 | Ligue 1    | 16 318    | 11e        | 49,2%      |
| 2014-2015 | Ligue 1    | 15 687    | 13e        | 47,3%      |
| 2013-2014 | Ligue 1    | 14 994    | 13e        | 45,2%      |
| 2012-2013 | Ligue 1    | 17 689    | 8e         | 53,4%      |
| 2011-2012 | Ligue 1    | 21 446    | 5e         | 64,7%      |
| 2010-2011 | Ligue 1    | 18 257    | 8e         | 55,1%      |
| 2009-2010 | Ligue 1    | 19 229    | 8e         | 58,0%      |
| 2008-2009 | Ligue 1    | 20 076    | 8e         | 60,6%      |
| 2007-2008 | Ligue 1    | 20 209    | 8e         | 61,0%      |
| 2006-2007 | Ligue 1    | 21 543    | 3e         | 65,0%      |
| 2005-2006 | Ligue 1    | 18 895    | 10e        | 57,0%      |
| 2004-2005 | Ligue 1    | 24 162    | 7e         | 72,9%      |
| 2003-2004 | Ligue 1    | 20 029    | 7e         | 60,4%      |
| 2002-2003 | Ligue 2    | 10 232    | 3e         | 30,9%      |
| 2001-2002 | National   | -         | -          | -          |
| 2000-2001 | Division 1 | 19 926    | 8e         | 60,1%      |
| 1999-2000 | Division 2 | 10 820    | 3e         | 32,6%      |
| 1998-1999 | Division 1 | 16 878    | 9e         | 50,9%      |
| 1997-1998 | Division 1 | 14 959    | 9e         | 45,1%      |
| 1996-1997 | Division 2 | -         | -          | -          |
| 1995-1996 | Division 2 | 7 599     | 3e         | 22,9%      |
| 1994-1995 | Division 2 | -         | -          | -          |
| 1993-1994 | Division 1 | 7 765     | 13e        | 23,4%      |
| 1992-1993 | Division 1 | 13 227    | 9e         | 39,9%      |

### Supporters célèbres
Le Toulouse Football Club compte quelques supporters célèbres parmi lesquels, entre autres, la skieuse Anne-Sophie Barthet, les journalistes sportifs Christian Jeanpierre et Jean Resseguié, les rappeurs Bigflo et Oli, le cuisinier Michel Sarran, le chanteur et écrivain Magyd Cherfi, le duo comique Les Chevaliers du Fiel, les rugbymens Antoine Dupont et Yannick Jauzion,  le boxeur Sofiane Oumiha, le joueur de tennis Hugo Gaston, le joueur de badminton Lucas Mazur ainsi que le nageur Ugo Didier.

## Autres équipes

### Équipe réserve et sections de jeunes

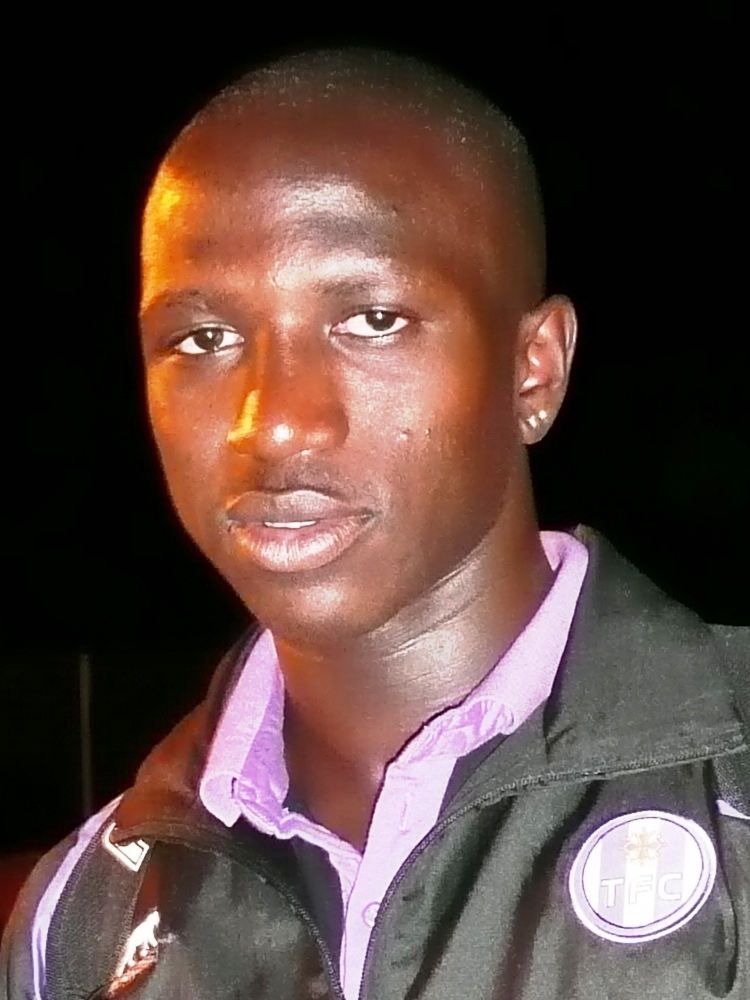
Moussa Sissoko est passé par toutes les sections de jeunes du club.

En 2010-2011, l'équipe réserve du Toulouse Football Club évolue en Championnat de France Amateurs 2 et est entraînée par Denis Zanko. Elle a remporté le Championnat de France des réserves professionnelles en 1983 et fut vainqueur du Championnat DH Midi-Pyrénées en 1958, 1980 et 2000.
Le Toulouse Football Club comprend nombre de formations de jeunes, des débutants aux juniors. Ces derniers ont atteint la finale de la Coupe Gambardella en 1972 puis remportent la compétition en 2005 face à l'Olympique lyonnais de Benzema et Ben Arfa (6-2). Il retrouve la finale en 2019, perdu face à Saint-Étienne. Aucun autre titre national n'a été remporté par les sections de jeunes, si ce n'est chez les benjamins qui ont remporté la Coupe nationale U13, en 2006.

### Section féminine
La section féminine du Toulouse Football Club a brillé au début des années 2000, remportant successivement quatre championnats de France et un Challenge de France féminin, équivalent féminin de la Coupe de France, en 2002. La meilleure performance en Coupe d'Europe reste une demi-finale perdue face au FFC Francfort en 2002, futur vainqueur de l'épreuve. Jusqu'en 2010-2011, la section féminine évoluait en première division sur le Stadium annexe. À l'issue d'une saison terne, les Toulousaines sont reléguées en Division 2.